# Pia Hänggi
Pia Hänggi (* 6. Juli 1957 in Basel) ist eine Schweizer Schauspielerin und Regisseurin.

## Leben
Pia Hänggi wuchs als jüngstes von acht Kindern in einer Schweizer Bauernfamilie in Solothurn auf und studierte Schauspiel in Basel bei Renato Cibolini (1935–1988). Sie hatte Engagements an deutschen Bühnen in Bonn, Wuppertal, Stuttgart und München. In Deutschland wurde die Schweizerin 1981 durch Erika Runges Film Lisa und Tshepo bekannt. Es folgten Filme wie Kurt Meisels Marcel-Pagnol-Adaptation Zinsen des Ruhms, in dem sie neben Gustl Bayrhammer und Karl Lieffen die Germaine spielte, und die Wilhelm Busch-Biographie von Hartmut Griesmayr. Pia Hänggi spielte in zahlreichen deutschen Serien wie Derrick, Ein Fall für zwei, Unsere Schule ist die Beste, Sylvia – Eine Klasse für sich, Tatort und Einsatz Hamburg Süd. TV-Rollen u. a. als Lucy Corbasse neben Michel Piccoli in Tödliches Geld, als Mutter der ermordeten Radost Bokel in Günter Stracks letztem Film Dr. med. Mord (aus der Serie Der König) und als Lotte neben Gesine Cukrowski und Uschi Glas in Blutige Rache. Auf Helmut Metzgers 2005 entstandene Komödie Ein Luftikus zum Verlieben (mit Florian Fitz) folgte 2006 die feste Rolle der Nelly Traber in der Schweizer TV-Serie Schöni Uussichte.
Als Regisseurin etablierte sich Hänggi mit Inszenierungen von Carl Sternheims Die Hose, Choderlos de Laclos’ Gefährliche Liebschaften, Dea Lohers Tätowierung, Max Frischs Andorra, Arthur Millers Tod eines Handlungsreisenden, Heinrich von Kleists Der zerbrochne Krug, Derek Benfields Ein später Gast, Thomas Bernhards Der Theatermacher, Volker Ludwigs Irina – Café Mitte (mit Claudia Wenzel), die Der Reigen-Adaptation Blue Room (ebenfalls mit Claudia Wenzel) sowie Tennessee Williams Plötzlich letzten Sommer (mit Cordula Trantow, Stephanie Kellner und Jacques Breuer). Neben diesen Arbeiten inszenierte Pia Hänggi auch Boulevardstücke wie Bernard Slades Romantische Komödie (in der Komödie im Bayerischen Hof mit Sigmar Solbach und Silvia Seidel)
Hänggi war mit dem Schauspieler Horst Sachtleben bis zu dessen Tod im Mai 2022 verheiratet.

## Filmografie (Auswahl)
- 1981: Lisa und Tshepo (Fernsehfilm)
- 1982: Derrick – Das Alibi (Fernsehserie)
- 1982: Sein Doppelgänger (Fernsehfilm)
- 1984: Zinsen des Ruhms (Fernsehfilm)
- 1985: Einstein (Fernsehserie, 3 Folgen)
- 1986: Ein Stück aus ihrem Leben (Fernsehserie, 1 Folge)
- 1986: Wer einsam ist, der hat es gut weil keiner da, der Ihm was tut (Fernsehfilm)
- 1988: Die Krimistunde (Fernsehserie, Folge 30, Episode: "Der Preis der Erkenntnis")
- 1988: Ein Fall für zwei (Fernsehserie, Folge 56, Episode: "Kurz hinter Ankara")
- 1988: Die Krimistunde (Fernsehserie, 1 Folge)
- 1988: Wieviel Liebe braucht der Mensch (Fernsehfilm)
- 1990: Heidi und Erni (Fernsehserie, 1 Folge)
- 1991: Das vergessene Tal (Fernsehfilm)
- 1991: Auf der Suche nach Salome (Fernsehserie, 1 Folge)
- 1991: Ruby (Fernsehserie, 3 Folgen)
- 1992: Happy Holiday – Das Geständnis (Fernsehserie)
- 1994: Tatort – Bienzle und das Narrenspiel
- 1994–1995: Unsere Schule ist die Beste (Fernsehserie, 4 Folgen)
- 1995: Tödliches Geld (Fernsehfilm)
- 1997: Park Hotel Stern (Fernsehserie, 1 Folge)
- 1997: Blutige Rache (Fernsehfilm)
- 1998: Der Bergdoktor (Fernsehserie, 1 Folge)
- 1998: Vater wider Willen (Fernsehserie, 1 Folge)
- 1998: Der König (Fernsehserie, 1 Folge)
- 1998: Stadtklinik (Fernsehserie, 1 Folge)
- 1998: Einsatz Hamburg Süd (Fernsehserie, 1 Folge)
- 1999: Ärzte (Fernsehserie, 1 Folge)
- 2000: Sylvia – Eine Klasse für sich (Fernsehserie, 9 Folgen)
- 2004–2007: Um Himmels Willen (Fernsehserie, 2 Folgen)
- 2005: Ein Luftikus zum Verlieben (Fernsehfilm)
- 2005–2007: Schöni Uussichte (Fernsehserie, 26 Folgen)
- 2010–2012: SOKO München (Fernsehserie, 2 Folgen)
- 2010: Chiemgauer Volkstheater – Da Bauern Nero
- 2011: Chiemgauer Volkstheater – Hüttengaudi
- 2011: Tatort – Jagdzeit
- 2012: Ganz der Papa (Fernsehfilm)
- 2013: Rote Rosen (Fernsehserie, 5 Folgen)
- 2021: Hubert ohne Staller (Fernsehserie, Folge: Die Kinder der fünf Seen)
- 2024: Daheim in den Bergen – Wunsch und Wirklichkeit (Fernsehreihe)
- 2025: Sturm der Liebe (Fernsehserie)